# Ridan
Ridan, né Nadir Kouidri le 23 juin 1975 à Brou-sur-Chantereine, est un chanteur français.

## Biographie

### Carrière
Il choisit comme nom d'artiste « Ridan », anacyclique de son prénom « Nadir ».
L'un des titres de Chroniques d'Alger (« Le quotidien ») est remarqué par un producteur qui lui permet de sortir, après quatre ans de préparation, son premier disque sur le label Sony BMG en 2004 et l'intitule Le Rêve ou la Vie.
Il se fait chanteur de la chanson française vindicative, des mélodies douces et des mots comme il aime à le dire « rêches ». D'un côté, une musique, des pianos, des violons, seuls, joyeux ou bucoliques. Et puis sa voix, grave, qui surprend, quand elle crache la réalité de son quotidien. Mais l'artiste rêve, et c'est une balade dans ses songes à laquelle il convie son public. Plus politisés, certains de ses textes parlent de la place de l'individu dans notre époque et il n'hésite pas à mettre en avant sa propre individualité en évoquant son amertume et ses minces espoirs.
Ridan réussit le passage à la scène, notamment au Festival des Vieilles Charrues ou aux Solidays. Il est sacré aux Victoires de la musique 2005, dans la catégorie « Album révélation de l'année ».
Son deuxième album L'Ange de mon démon sort le 19 mars 2007. La chanson Ulysse, dont les paroles reprennent le poème Heureux qui comme Ulysse issu du recueil Les Regrets de Joachim du Bellay, remporte un succès notable. De même que Objectif Terre, second morceau tiré du disque dont le texte sera même appris dans les écoles. Après s'être produit sur la scène de l'Olympia la même année ainsi que l'année suivante, Ridan poursuit sa tournée en 2008 à travers la France.
Son troisième album, L'un est l'autre, sort le 23 février 2009. Le morceau Passe à ton voisin en est le premier extrait public.
Il apparait dans le générique du film de Bruno Podalydès, Bancs publics (Versailles rive droite) en tant que chanteur dans le métro.
Son quatrième album, intitulé Madame La République est sorti le 10 avril 2012. Par ailleurs le premier extrait de l'album intitulé Ah les salauds ! fut l'objet d'une polémique puisque proscrit des radios généralistes en raison du message politique diffusé par le biais du morceau et du calendrier électoral plaçant les élections présidentielles françaises seulement trois mois après la sortie dudit morceau.
En juillet 2011, une malformation artério-veineuse cérébrale lui est diagnostiquée, ce qui l'amène à annuler quelques dates, puis à ne plus du tout se produire sur scène. Il l'annonce le 20 septembre 2012 sur sa page Facebook.
En 2015, Ridan compose la bande-son du film 600 euros, réalisé par Adnane Tragha.

### Engagements
Outre la portée politique de ses textes, son engagement passe aussi au travers du soutien qu'il accorde à la candidature de Jean-Luc Mélenchon, candidat commun du Front de Gauche, lors de l'élection présidentielle de 2012.

## Discographie

### Productions
Ridan a reçu le prix Charles Cros en 2007 pour son album L'Ange de mon démon.

## Récompenses
- 2005 : Victoires de la musique « Album révélation de l'année » pour le Rêve ou la vie ex æquo avec Crèvecœur de Daniel Darc.